# Coracina (armadura)
A coracina era uma espécie de armadura de proteção corporal que pertenceu aos conjuntos de armez mais antigos. Seu corpo era feito de couraça e ferro, ou ainda de couraça e aço, que recobriam o peito e as costas do cavaleiro.

## Referência
- COIMBRA, Álvaro da Veiga, Noções de Numismática. SP. Secção Gráfica da Faculdade de Filosofia, Ciências e Letras da Universidade de São Paulo, 1965.